# びっくりハンター〜運命の月曜日〜
『びっくりハンター〜運命の月曜日〜』（びっくりハンター うんめいのげつようび）は、2000年1月10日から同年9月11日までテレビ朝日系列局で放送されていたテレビ朝日製作のバラエティ番組である。全31回。
正式名称は『世界ぜ〜んぶ本物!ド迫力!!びっくりハンター〜運命の月曜日〜』（せかいぜ〜んぶほんものドはくりょく - ）であるが、対外的には本項の表題通りの表記が用いられていた。

## 概要
毎回視聴者に驚きの映像を紹介していた番組。紹介映像は、家庭内で起きた小さなハプニングの映像から世界中の感動の瞬間を切り取った映像まで様々だった。
この番組にはパイロット版があり、1999年10月4日（月曜）に一度『世界ぜ〜んぶ本物!ド迫力!!紳助の特ダネ㊙映像スクープ』と題して放送された。そして2000年1月10日に、先に挙げたタイトルでレギュラー放送を開始した。

## 放送時間
いずれも日本標準時。
- 月曜 19:00 - 20:54 （1999年10月4日）
- 月曜 19:00 - 20:00 （2000年1月10日 - 2000年3月13日） - 初回は18:30からの1時間半スペシャルで放送。
- 月曜 19:00 - 19:54 （2000年4月17日 - 2000年9月11日） - 『ニュースステーション』のフライングスタートにより20時台・21時台の番組が6分繰り上がった事に伴い、時間短縮。

## 出演者
- 島田紳助
- 辺見えみり

## エンディングテーマ
- ヌイテル? （SURFACE、2000年1月 - 2000年3月）
- サイドシート（葛谷葉子）
- Feva da Diva〜誘惑の太陽〜（尾藤桃子）

## ネット局
| 放送対象地域  | 放送局           | 系列           | 備考               |
| ------------- | ---------------- | -------------- | ------------------ |
| 関東広域圏    | テレビ朝日       | テレビ朝日系列 | 制作局             |
| 北海道        | 北海道テレビ     | テレビ朝日系列 |                    |
| 青森県        | 青森朝日放送     | テレビ朝日系列 |                    |
| 岩手県        | 岩手朝日テレビ   | テレビ朝日系列 |                    |
| 宮城県        | 東日本放送       | テレビ朝日系列 |                    |
| 秋田県        | 秋田朝日放送     | テレビ朝日系列 |                    |
| 山形県        | 山形テレビ       | テレビ朝日系列 |                    |
| 福島県        | 福島放送         | テレビ朝日系列 |                    |
| 新潟県        | 新潟テレビ21     | テレビ朝日系列 |                    |
| 長野県        | 長野朝日放送     | テレビ朝日系列 |                    |
| 静岡県        | 静岡朝日テレビ   | テレビ朝日系列 |                    |
| 石川県        | 北陸朝日放送     | テレビ朝日系列 |                    |
| 中京広域圏    | 名古屋テレビ     | テレビ朝日系列 |                    |
| 近畿広域圏    | 朝日放送         | テレビ朝日系列 | 現：朝日放送テレビ |
| 広島県        | 広島ホームテレビ | テレビ朝日系列 |                    |
| 山口県        | 山口朝日放送     | テレビ朝日系列 |                    |
| 香川県 岡山県 | 瀬戸内海放送     | テレビ朝日系列 |                    |
| 愛媛県        | 愛媛朝日テレビ   | テレビ朝日系列 |                    |
| 福岡県        | 九州朝日放送     | テレビ朝日系列 |                    |
| 長崎県        | 長崎文化放送     | テレビ朝日系列 |                    |
| 熊本県        | 熊本朝日放送     | テレビ朝日系列 |                    |
| 大分県        | 大分朝日放送     | テレビ朝日系列 |                    |
| 鹿児島県      | 鹿児島放送       | テレビ朝日系列 |                    |
| 沖縄県        | 琉球朝日放送     | テレビ朝日系列 |                    |

## スタッフ
- プロデューサー：川端信晃
- 制作協力：吉本興業、ウッドオフィス
- 制作著作：テレビ朝日